# Хабарище
Хабарище (укр. Хабарище) — село в Самаровской сельской общине Ковельского района Волынской области Украины.
До 2020 года входило в Ратновский район.
Код КОАТУУ — 0724283904. Население по переписи 2001 года составляет 97 человек. Почтовый индекс — 44121. Телефонный код — 3366. Занимает площадь 0,554 км².
История. Местные жители говорят что предположительно история начинается с момента отмены крепостного права в России 1861 года. Первым или одним из первых жителей этих мест был человек, предположительно свободный крестьянин по имени Михаил. С течением времени, когда в эти места стали приходить другие люди и появилась деревня, её стали называть МИХАЛИН (МИХАЛИНО). В свидетельствах о рождении детей в 1930х годов ещё было указано МИХАЛИН(МИХАЛИНО). С 1921 по 1939 западная украина была под польской властью, и земля принадлежала польским помещикам-панам(Западная Украина в составе Польши (1921—1939)#Волынь и Полесье). В какой то период одному из приезжих панов очень понравилась красота этих мест, что другой пан владелец этой земли, решил сделать другому подарок (хабар). После этого в документах и на карте до настоящего времени, упоминается название Хабарище.